# Carpitalpa arendsi
Carpitalpa arendsi es una especie de mamífero afroterio de la familia Chrysochloridae, la única del género Carpitalpa.

## Distribución geográfica
Se encuentran en el oeste de Mozambique y Zimbabue.